# Lapinsaari (ö i Finland, Kajanaland, Kehys-Kainuu, lat 64,33, long 29,54)
Lapinsaari är en ö i Finland. Den ligger i sjön Iivantiira och Juttuajärvi och i kommunen Kuhmo i den ekonomiska regionen  Kehys-Kainuu  och landskapet Kajanaland, i den centrala delen av landet, 500 km nordost om huvudstaden Helsingfors. Öns area är 1,4 hektar och dess största längd är 180 meter i öst-västlig riktning.